# Letní paralympijské hry 1996
Letní paralympijské hry 1996, oficiálně X. letní paralympijské hry (anglicky 1996 Paralympic Games), se konaly v americké Atlantě. Slavnostní zahájení proběhlo 16. srpna 1996, ukončení se pak uskutečnilo 25. srpna 1996.
V USA se uskuteční paralympiáda již podruhé. První paralympijské hry v tomto městě proběhly v roce 1984 V New Yorku.

## Olympijská sportoviště

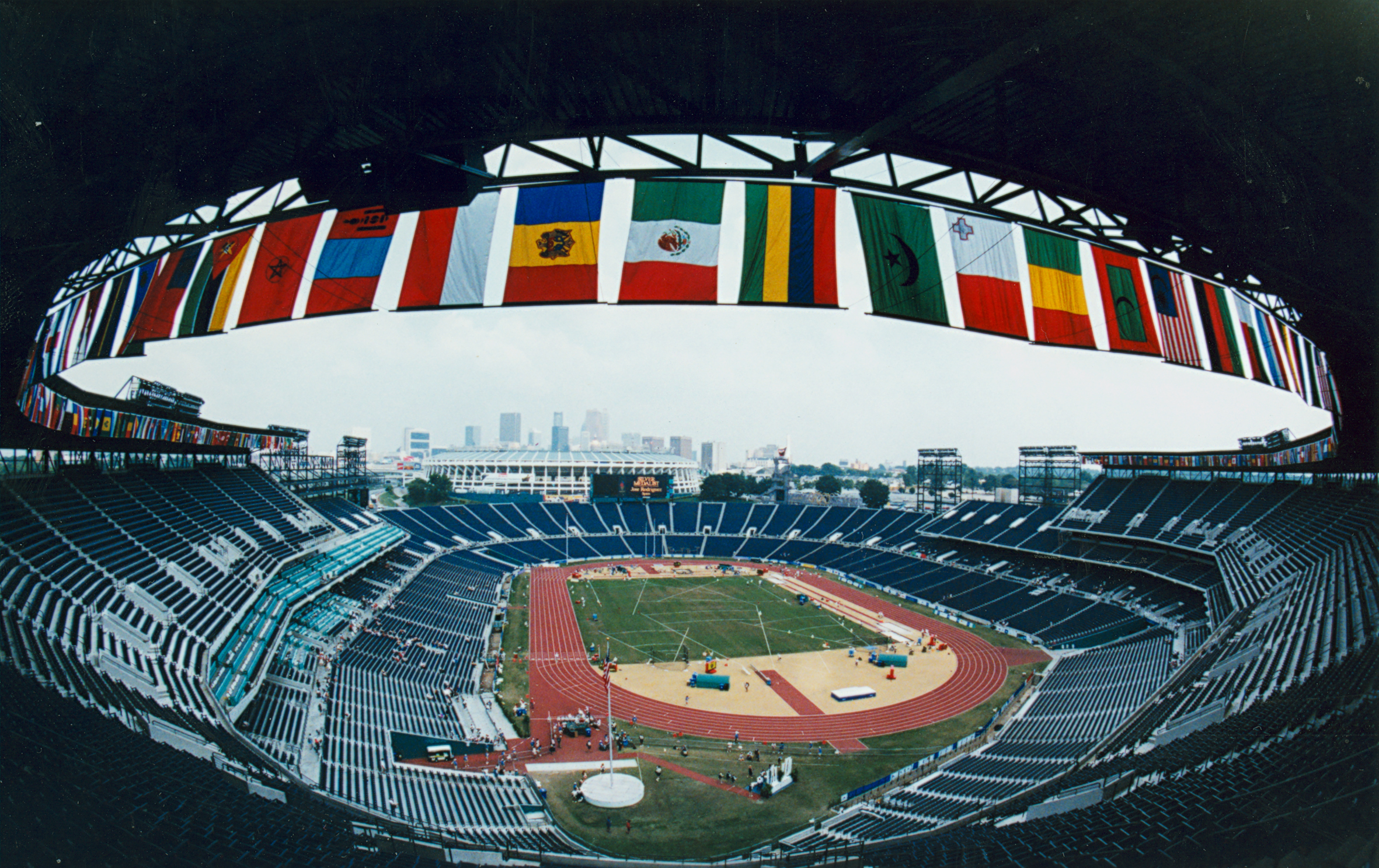
Centennial Olympic Stadium

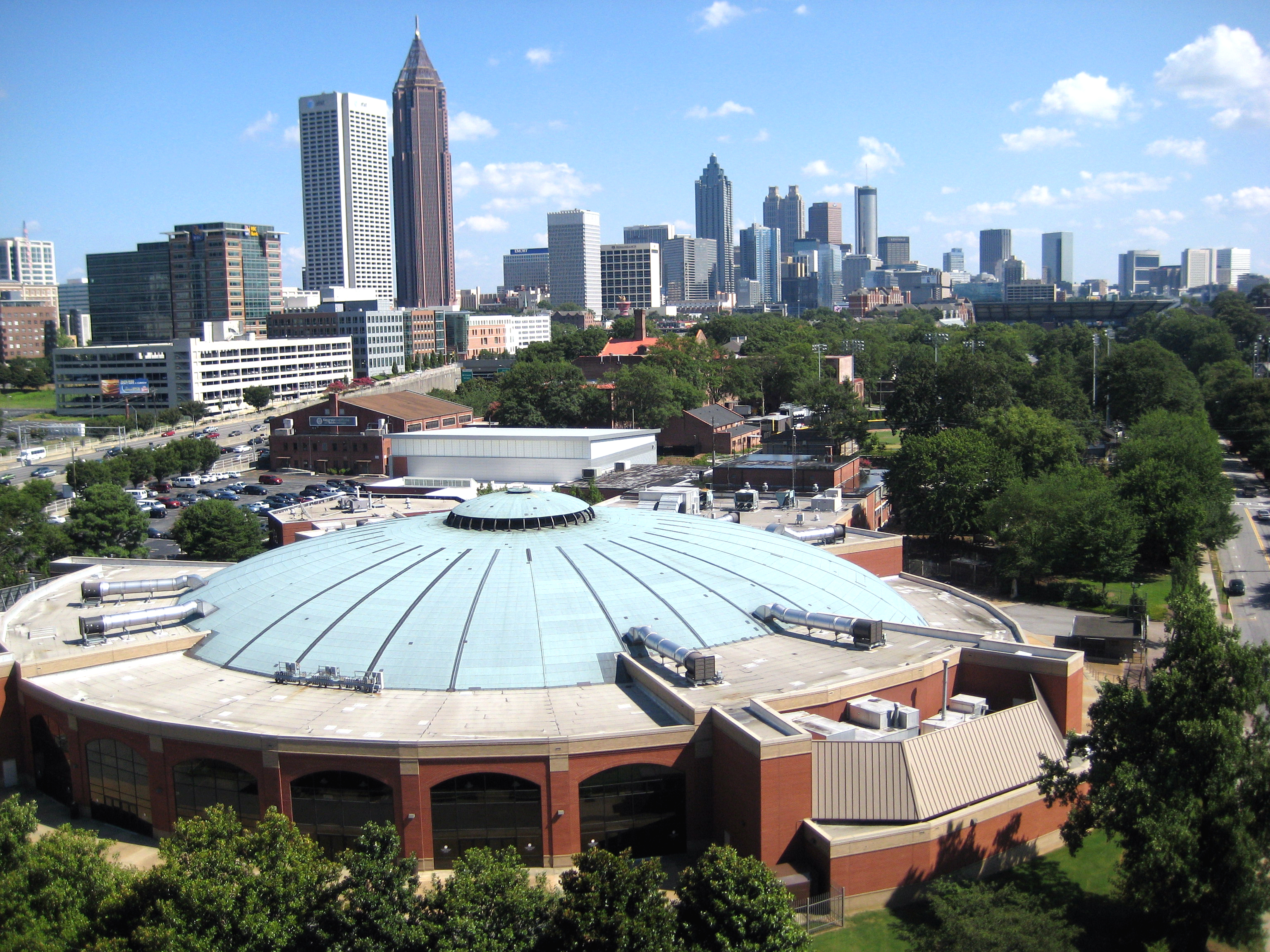
Alexander Memorial Coliseum

### Olympic Ring
- Centennial Olympic Stadium: slavnostní zahájení a zakončení LPH 1996, Atletika
- Alexander Memorial Coliseum: Volejbal (stání)
- Georgia Tech Aquatic Center: Plavání

### Metro Atlanta
- Henderson Arena: judo, ragby (vozíčkáři)
- Panther Stadium: bowls, Fotbal (7-a-side)
- Woodruff P.E. Center: boccia
- GSU Sports Arena: goalball
- Marriott Marquis: powerlifting
- Sheffield Building: šerm (vozíčkáři)
- Forbes Arena a Omni Coliseum: basketbal (vozíčkáři)
- Clayton State Arena: Volejbal (sezení)

### Jiná dějiště
- Lake Lanier: jachting
- Georgia International Horse Park: jezdectví
- Infinite Energy Center: stolní tenis
- Stone Mountain Park: lukostřelba, tenis (vozíčkáři), cyklistika
- Wolf Creek Shooting Complex: střelba

## Seznam sportů
| - Lukostřelba - Atletika - Boccia - Cyklistika - Jezdectví - Fotbal (7-a-side) | - Goalball - Judo - Bowls - Racquetball - Powerlifting | - Jachting - Střelba - Plavání - Stolní tenis - Taekwondo | - Volejbal (sezení) - Basketbal (vozíčkáři) - Šerm (vozíčkáři) - Ragby (vozíčkáři) - Tenis (vozíčkáři) |

## Pořadí národů
| Pořadí | Země               | Zlato | Stříbro | Bronz | Celkem |
| ------ | ------------------ | ----- | ------- | ----- | ------ |
| 1      | USA                | 47    | 46      | 66    | 159    |
| 2      | Austrálie          | 42    | 37      | 27    | 106    |
| 3      | Německo            | 40    | 58      | 51    | 149    |
| 4      | Spojené království | 40    | 42      | 41    | 123    |
| 5      | Španělsko          | 39    | 31      | 36    | 106    |
| 6      | Francie            | 35    | 29      | 31    | 95     |
| 7      | Kanada             | 24    | 23      | 24    | 71     |
| 8      | Nizozemsko         | 17    | 11      | 17    | 45     |
| 9      | Čína               | 16    | 13      | 10    | 39     |
| 10     | Japonsko           | 14    | 10      | 13    | 37     |
| 36     | Česko              | 2     | 7       | 1     | 10     |

## Česko na LPH 1996
Česko reprezentovalo 43 paralympioniků.
Čestí medailisté
| Medaile | Sportovec                      | Sport        |
| ------- | ------------------------------ | ------------ |
| Zlato   | Štefan Danko                   | atletika     |
| Zlato   | Kateřina Coufalová             | plavání      |
| Stříbro | Milan Kubala                   | atletika     |
| Stříbro | Rostislav Pohlmann             | atletika     |
| Stříbro | Miroslav Janeček               | atletika     |
| Stříbro | Lubomír Šimovec                | atletika     |
| Stříbro | Michal Stefanu                 | stolní tenis |
| Stříbro | Jolana Davídková               | stolní tenis |
| Stříbro | Eva Peštová a Jolana Davídková | stolní tenis |
| Bronz   | Roman Kolek                    | atletika     |